# Oruga Kégresse

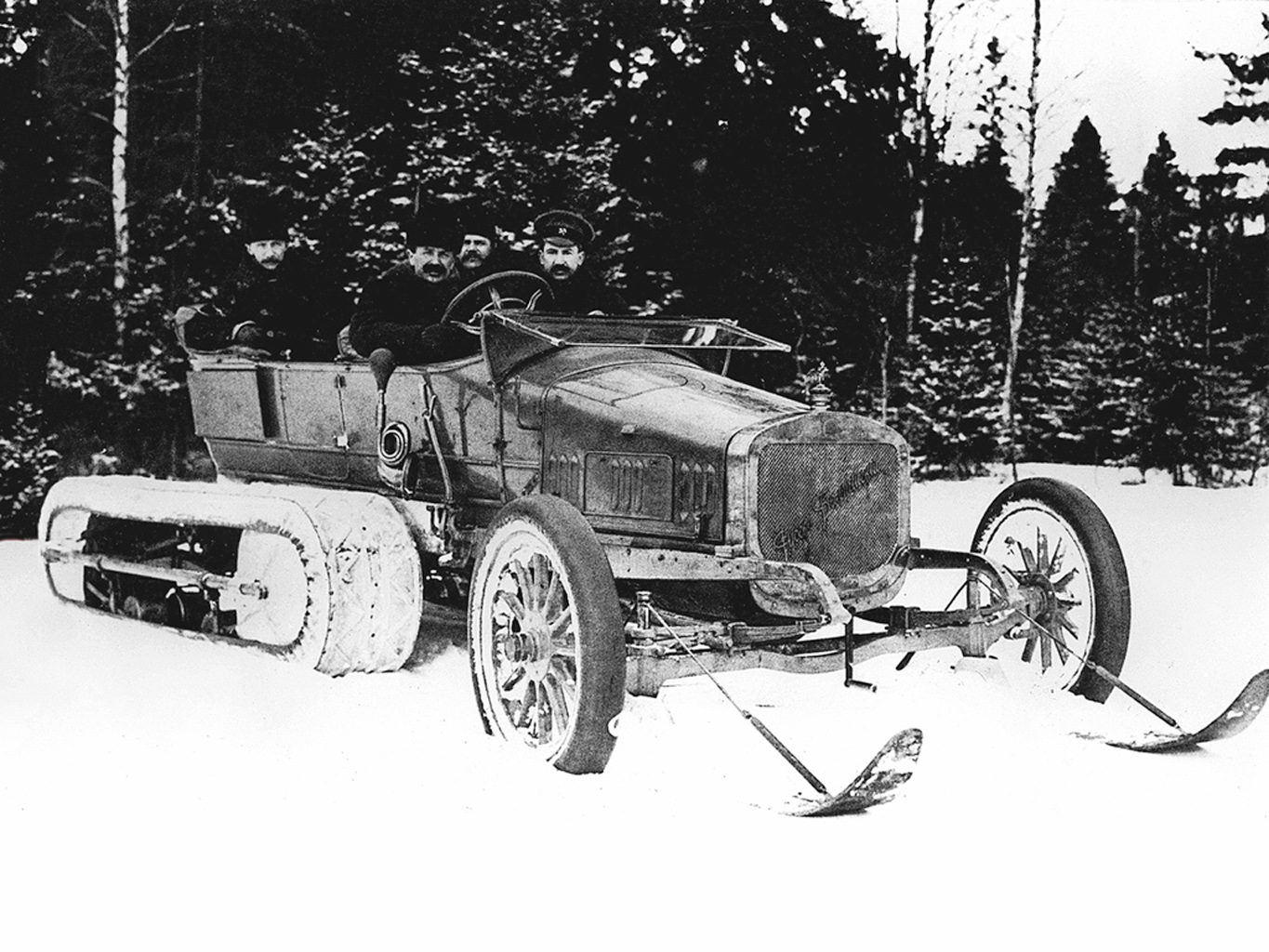
El "Russo-Balt C24-30" del garaje del zar Nicolás II, equipado con las orugas diseñadas por Adolphe Kégresse.

La oruga Kégresse es un sistema de orugas que emplea una oruga flexible hecha de goma o de lona, en lugar de segmentos metálicos interconectados. Se puede instalar en un camión o automóvil convencional, para transformarlo en un semioruga adecuado para transitar sobre terreno accidentado o blando. El sistema de dirección y las ruedas delanteras continúan funcionado, aunque también se le pueden instalar esquíes. El mototrineo es otra aplicación de este sistema.  

## Tecnología
El sistema de orugas y suspensión Kégresse incorpora un boje articulado, instalado en la parte posterior del vehículo con una gran rueda impulsora en un extremo y una gran rueda tensora en el otro, así como varias ruedas guía entre ambas, sobre las cuales se mueve una oruga flexible reforzada. La oruga está equipada con resaltes de metal o de goma para aferrarse al suelo. Se distingue de los sistemas de orugas convencionales por emplear una oruga flexible, en lugar de una formada por segmentos de metal interconectados.  

## Uso en Rusia
El nombre del sistema proviene de Adolphe Kégresse, su inventor, que diseñó el sistema mientras trabajaba para el zar Nicolás II entre 1906 y 1916. Él lo instaló en varios automóviles del Garaje Real, inclusive en automóviles Rolls-Royce y camiones Packard. El Ejército Imperial Ruso también instaló el sistema en algunos de sus automóviles blindados Austin. 

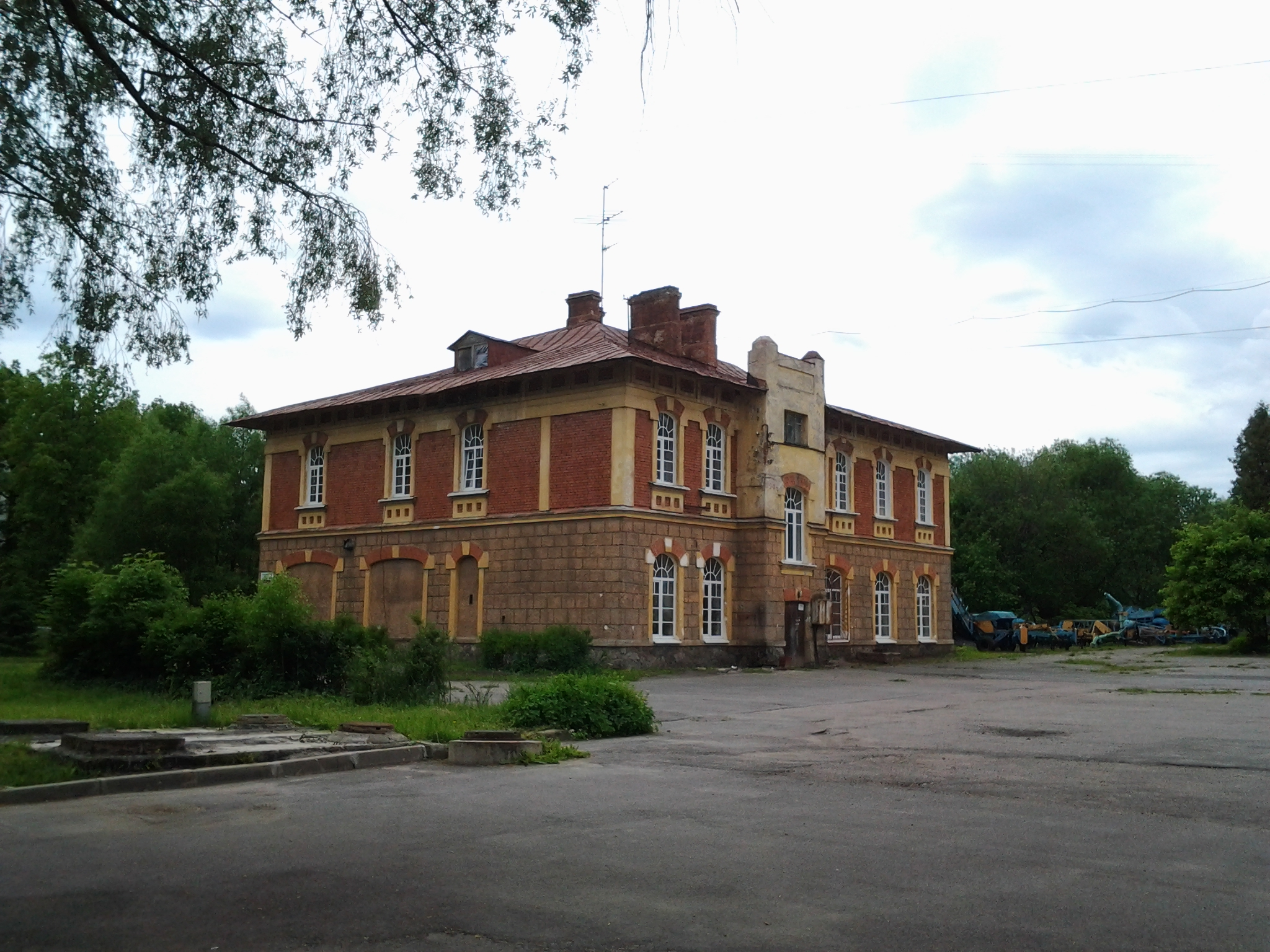
Garajes del zar Nicolás II en Pushkin, San Petersburgo, donde Kégresse era Jefe del Departamento Mecánico.
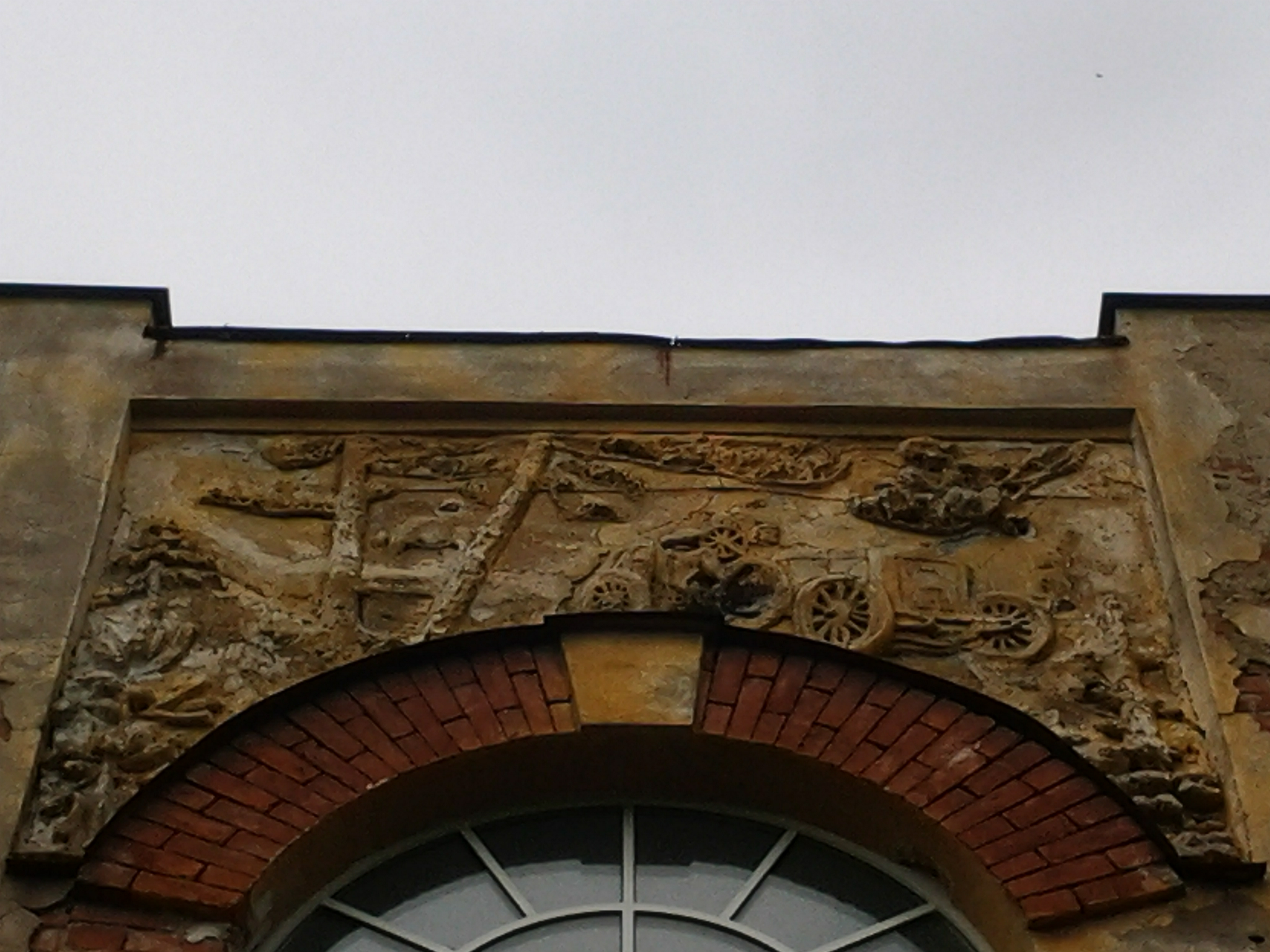
Bajorrelieve de una carrera de automóviles en los garajes del zar Nicolás II.
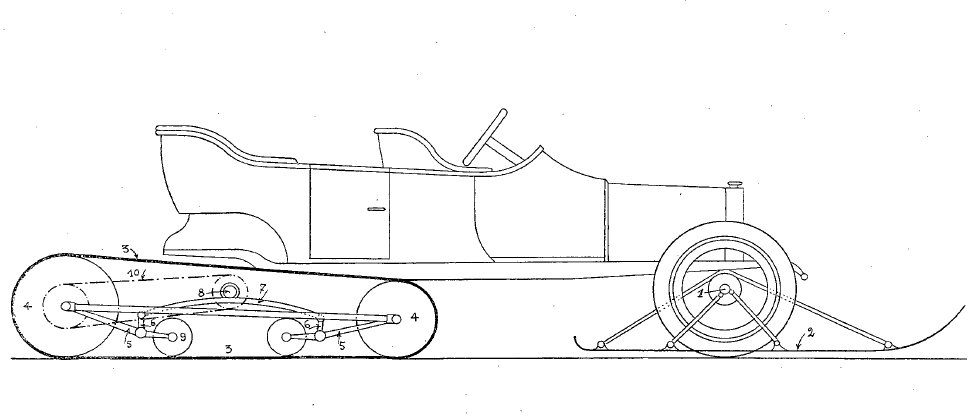
Dibujo de la patente CH65643 del sistema Kégresse (1913).
Probando las orugas Kégresse en los garajes del zar Nicolás II.
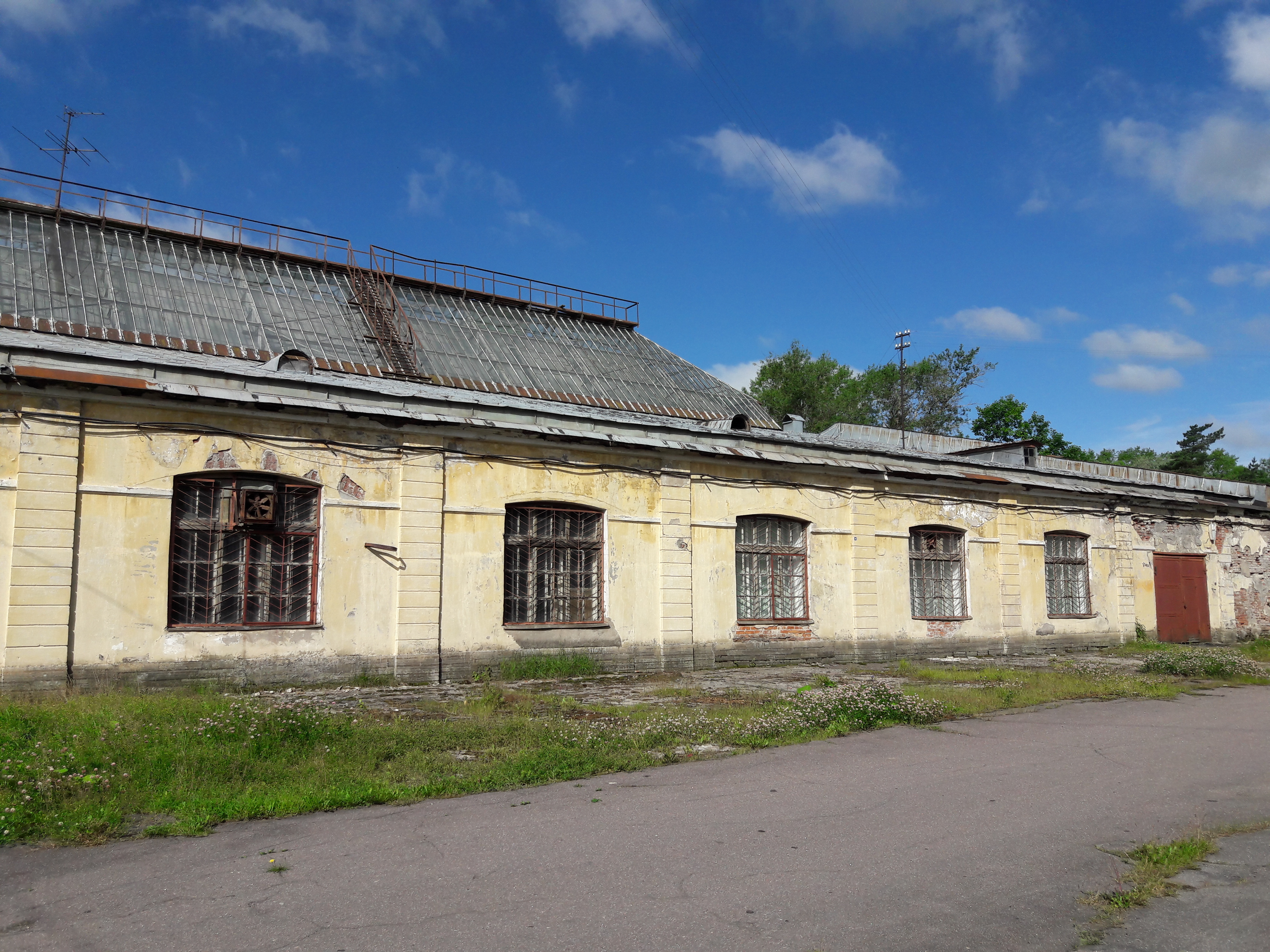
Los antiguos garajes del zar Nicolás II, julio de 2017.
Probando las orugas Kégresse en los garajes del zar Nicolás II.
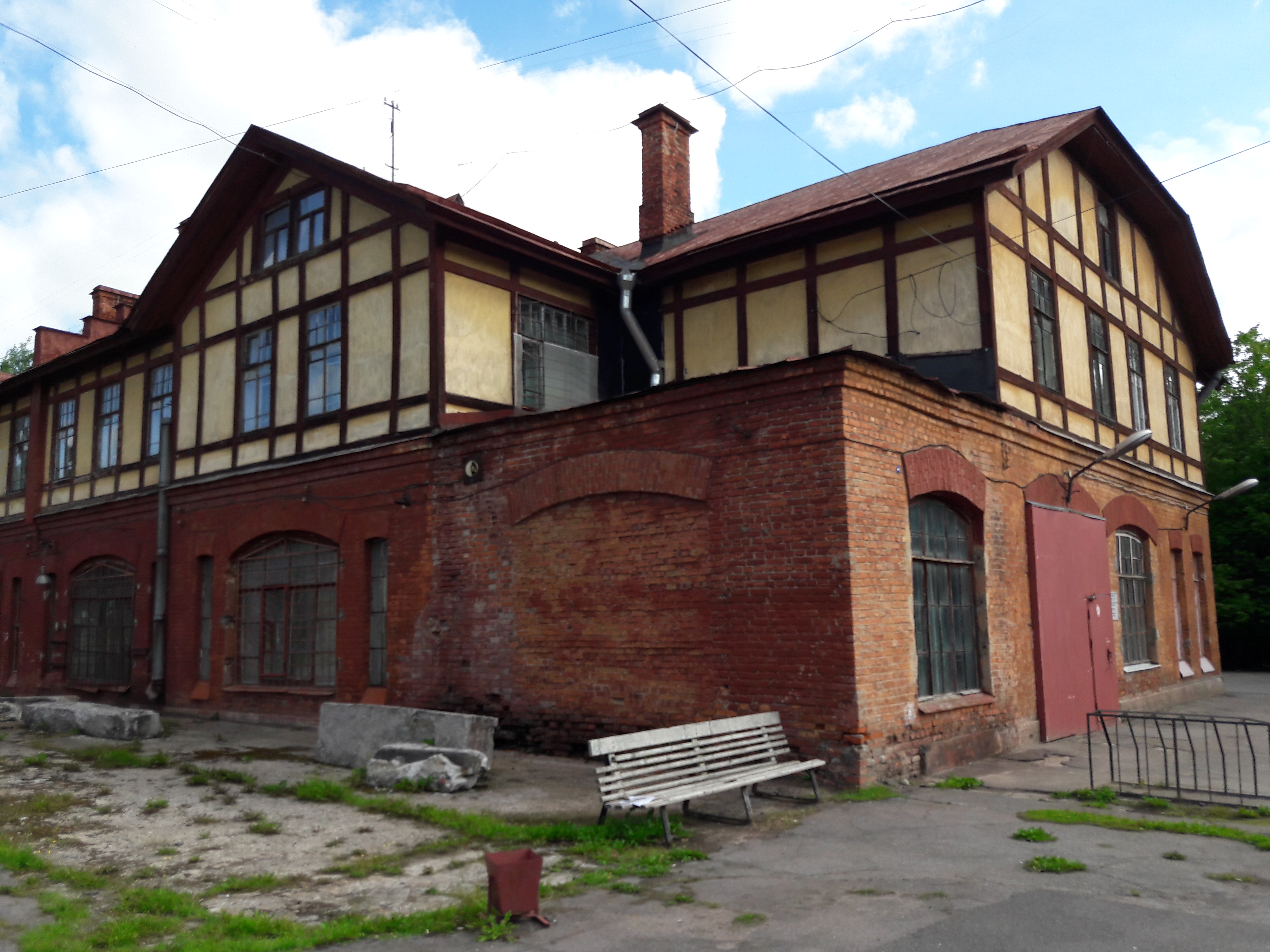
Los antiguos garajes del zar Nicolás II, julio de 2017.
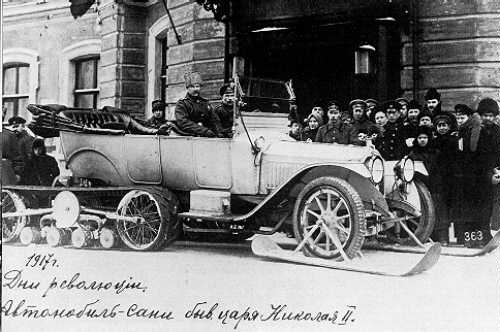
Limusina de la familia imperial rusa (un Packard Twin-6 de 1916), equipada con orugas Kégresse (1917).
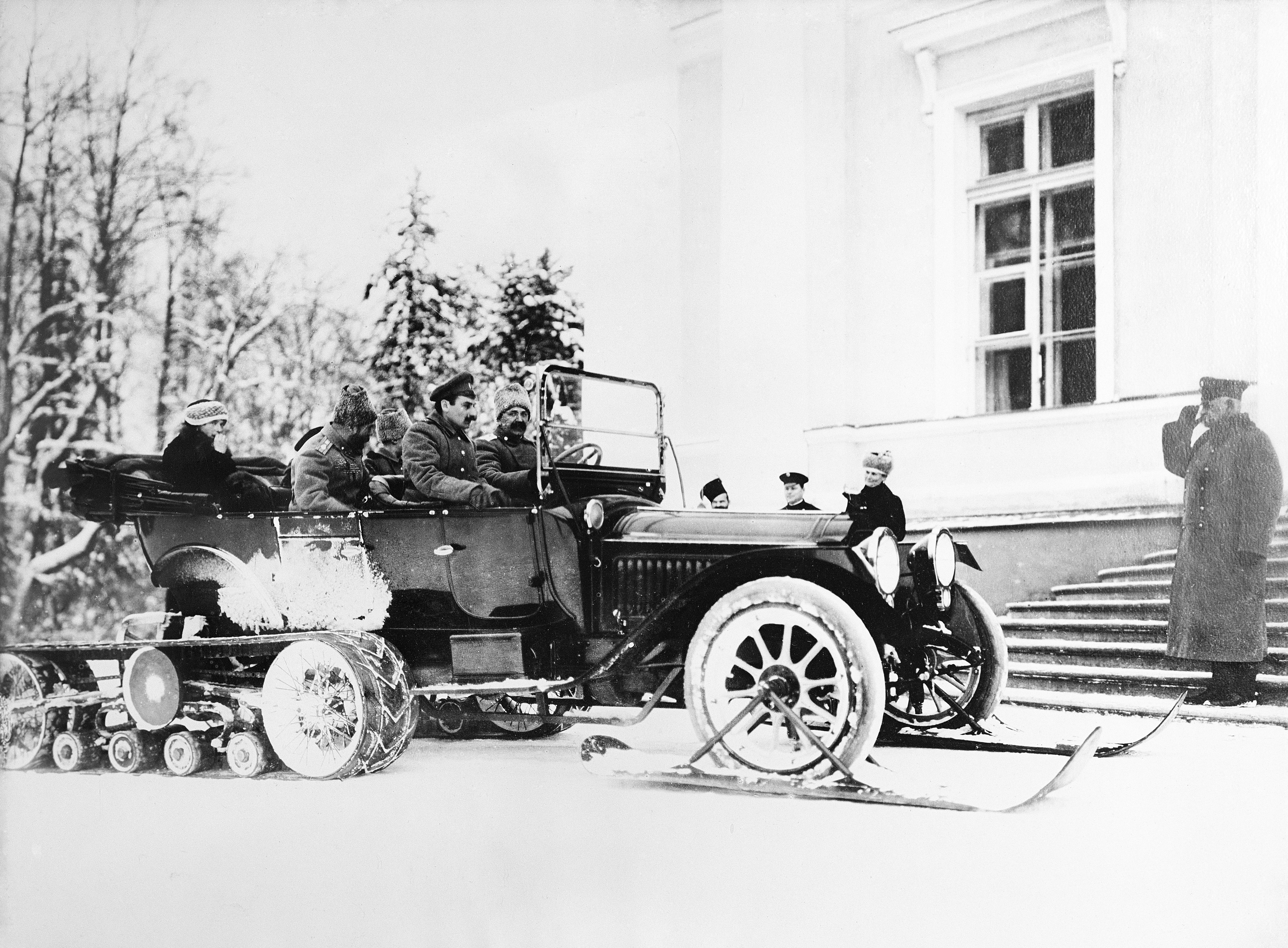
Automóvil con orugas Kégresse frente al Palacio de Alejandro, Tsárskoye Seló, 1914.
Automóvil con orugas Kégresse en Rusia, 1914.
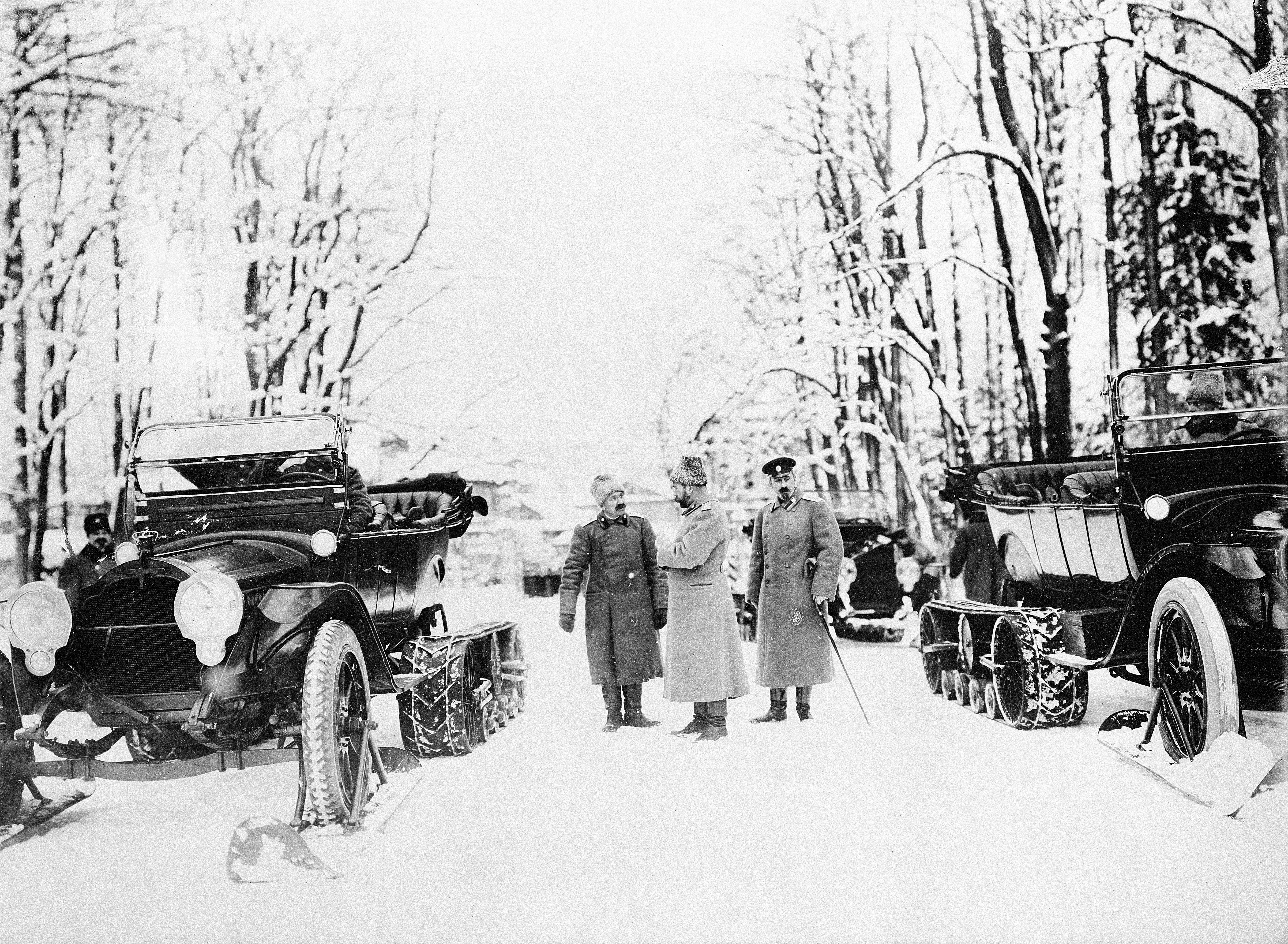
Automóviles con orugas Kégresse en Rusia, 1914.
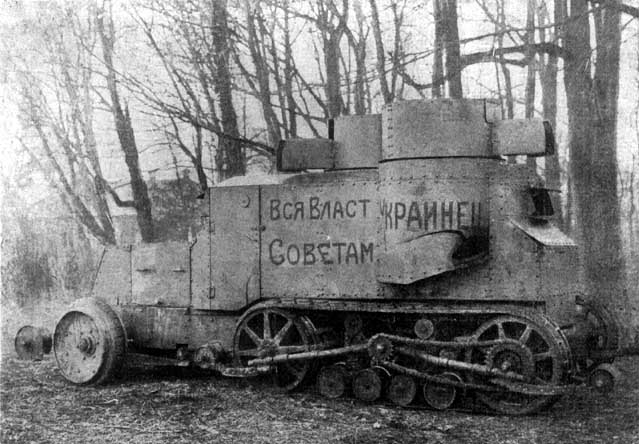
Un automóvil blindado Austin-Putilov-Kégresse del Ejército Rojo, dañado durante la guerra polaco-soviética en el área de Zhytómyr, 21 de marzo de 1920.
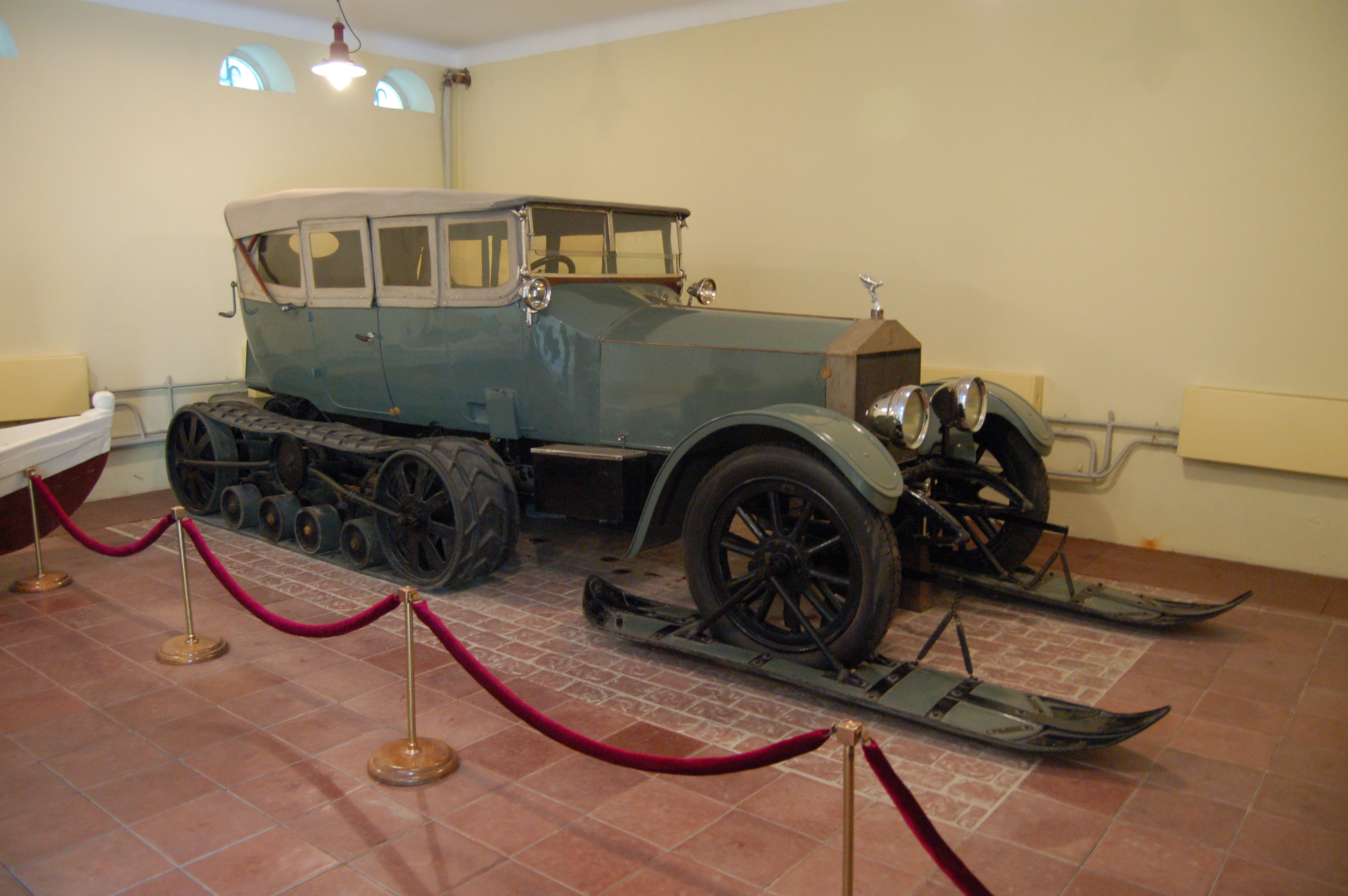
El Rolls-Royce Silver Ghost con orugas Kégresse de Lenin, modificado por la Fábrica Putilov de Gorki Léninskiye.

## Desarrollo posterior en Francia
Después de la Revolución de Octubre, Adolphe Kégresse regresó a Francia, donde su sistema fue empleado entre 1921 y 1937 en automóviles todoterreno Citroën y vehículos militares. La Citroën realizó una serie de expediciones a través de vastas regiones de Asia, América y África, demostrando las capacidades todoterreno de estos vehículos. Durante la Segunda Guerra Mundial, ambos bandos emplearon este sistema en su esfuerzo bélico. En la década de 1920, el Ejército estadounidense compró varios vehículos Citroën-Kégresse para su evaluación, siendo seguidos por la compra de una licencia para su producción. Esto tuvo como resultado que el Departamento de armamentos del Ejército construyese un prototipo en 1939. Entró en producción en diciembre de 1942, como el semioruga M2 y el semioruga M3. Los alemanes capturaron varios semiorugas franceses y los utilizaron después de instalarles blindaje.

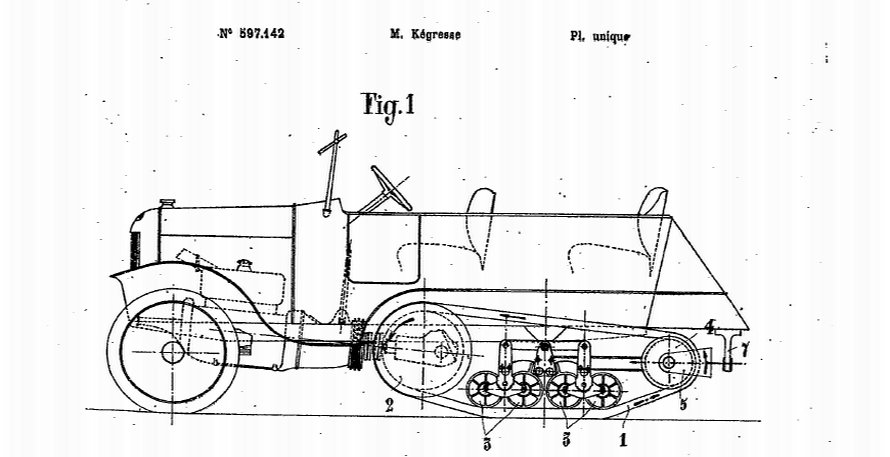
Dibujo de la patente FR597142 del sistema Kégresse (1924).
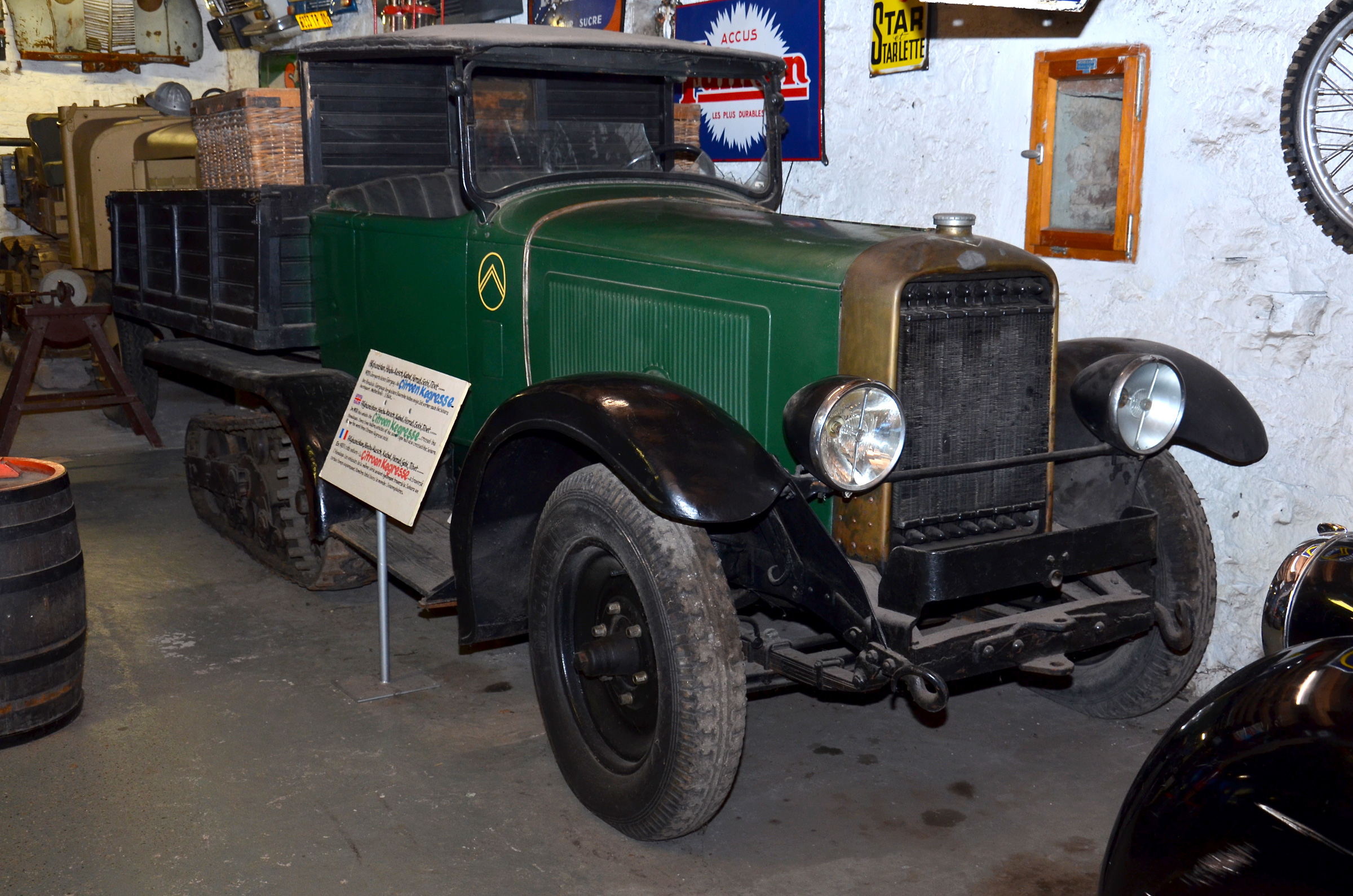
El Citroën-Kégresse del Museo Marxzell, Alemania.
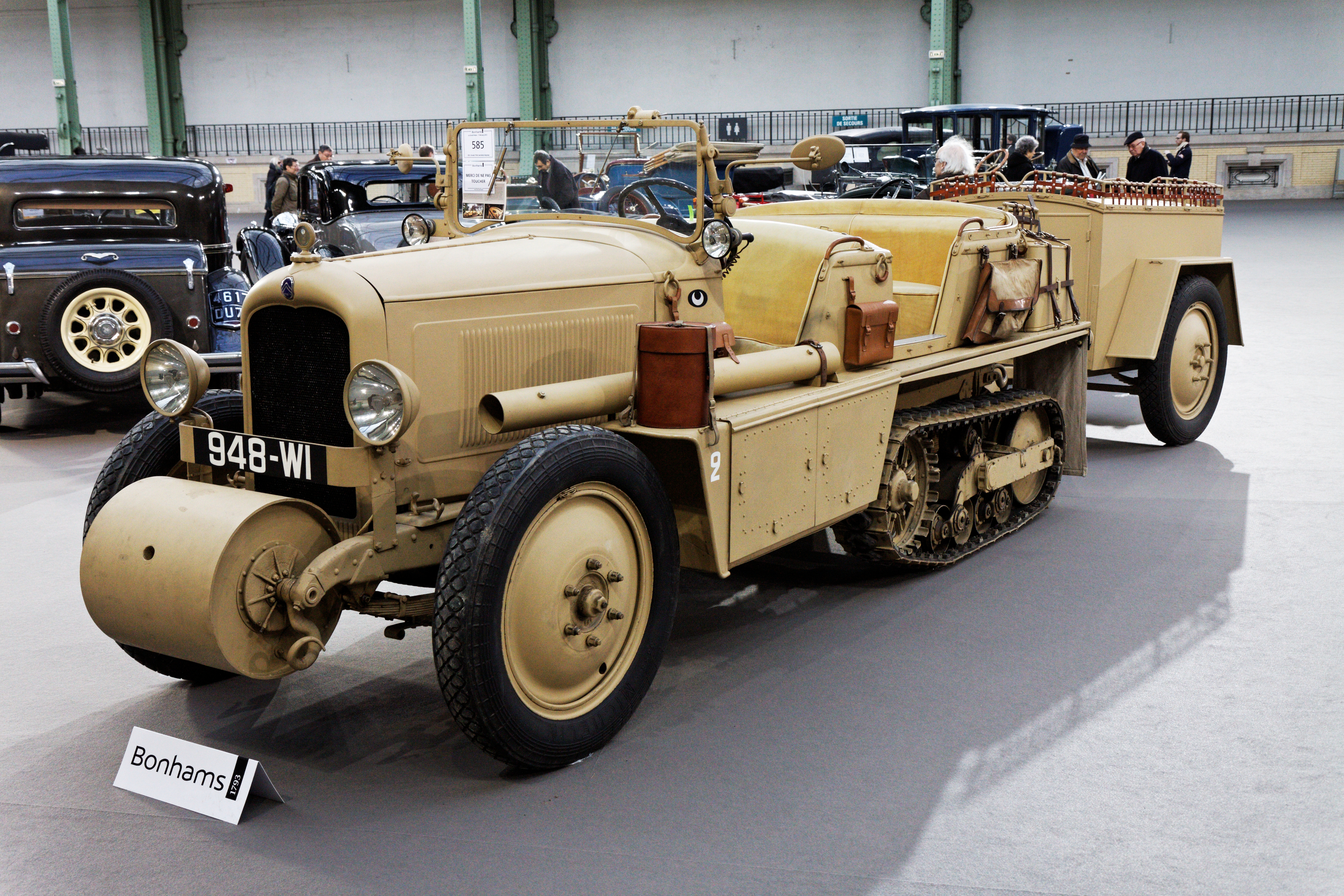
Semioruga Citroën-Kégresse P19B de 1931, basado en un Citroën C4.
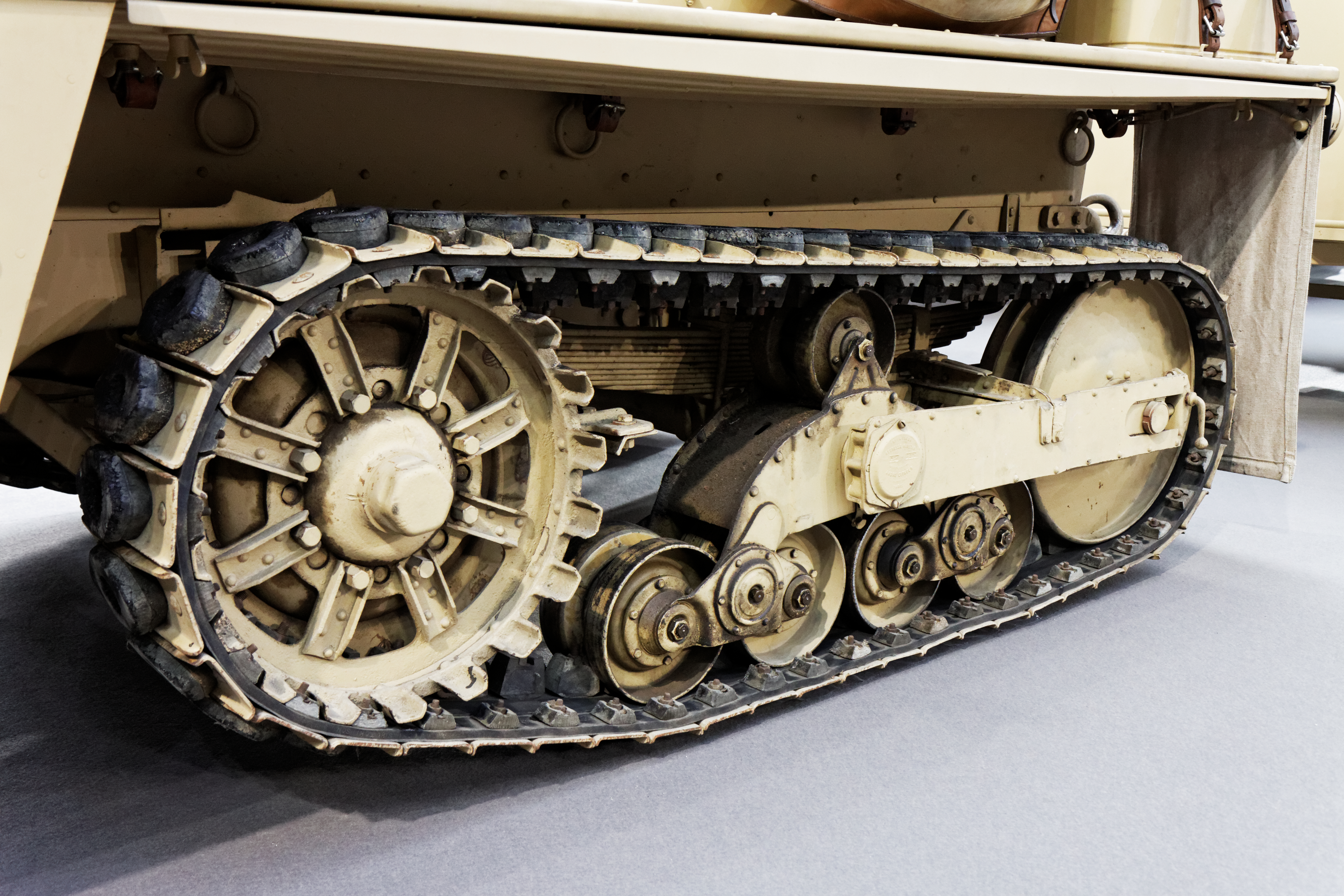
Detalle de sus orugas.
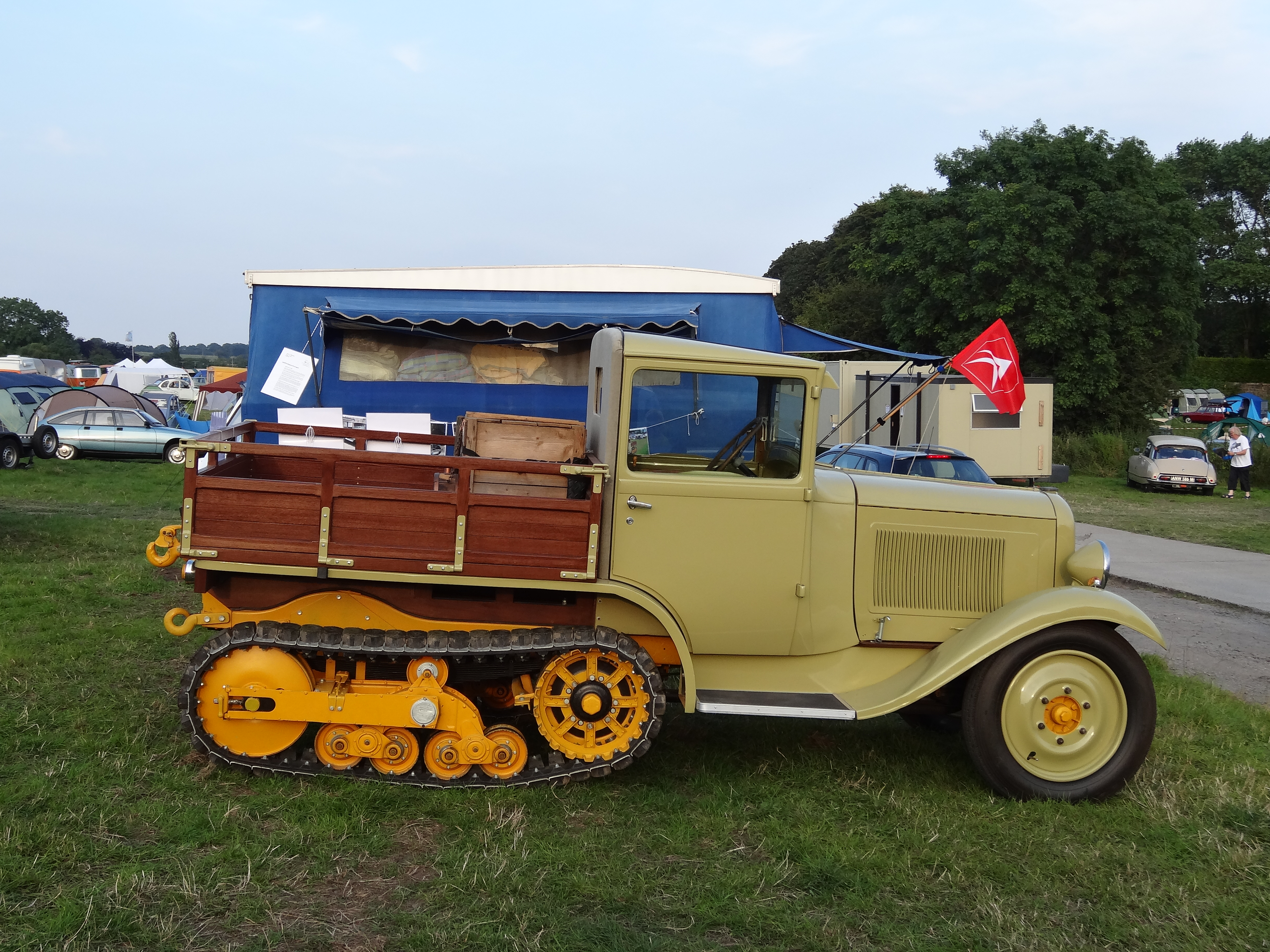
Semioruga Citroën-Kégresse P17 C de 1933, basado en un Citroën C4.
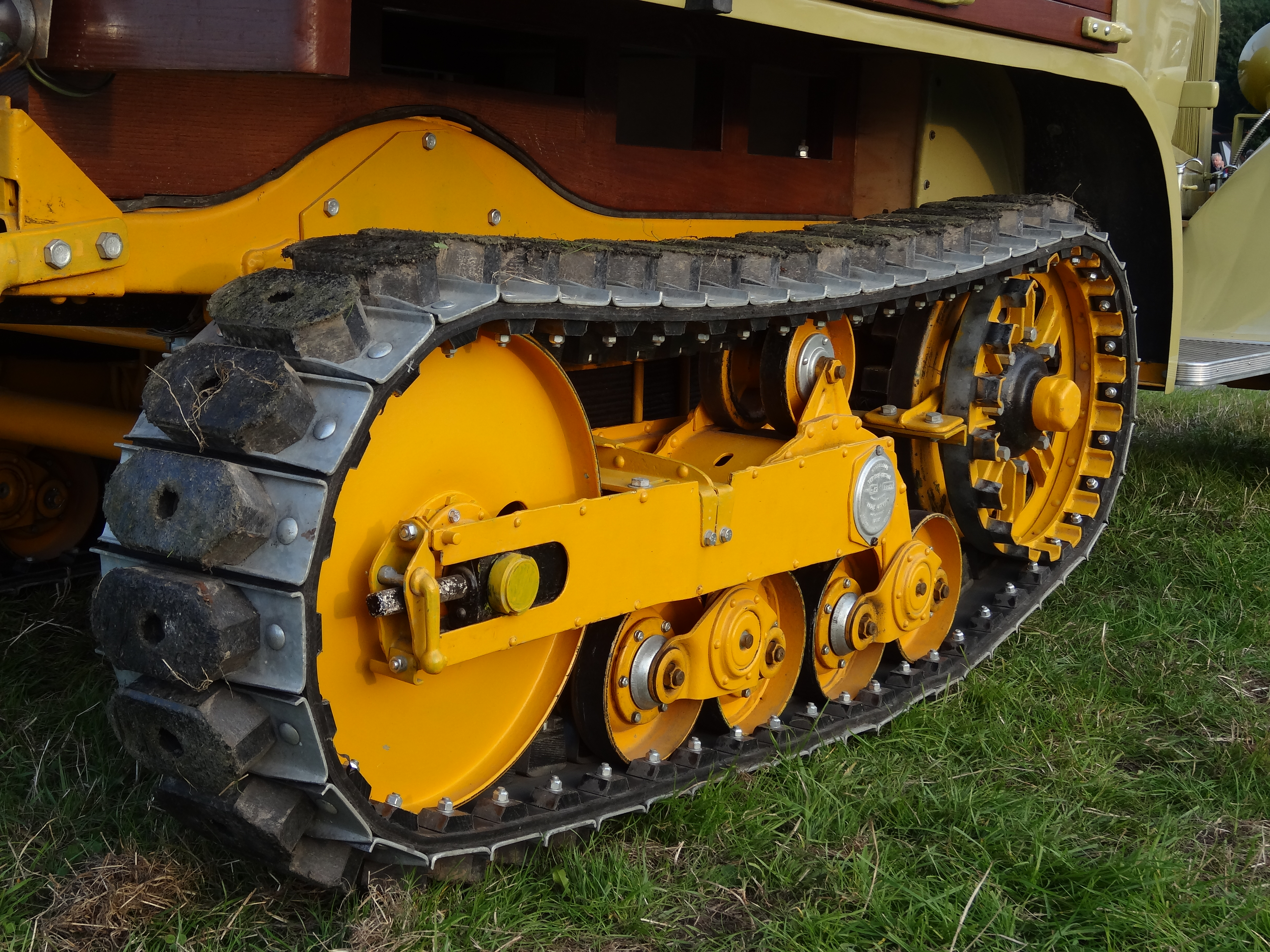
Detalle de sus orugas.
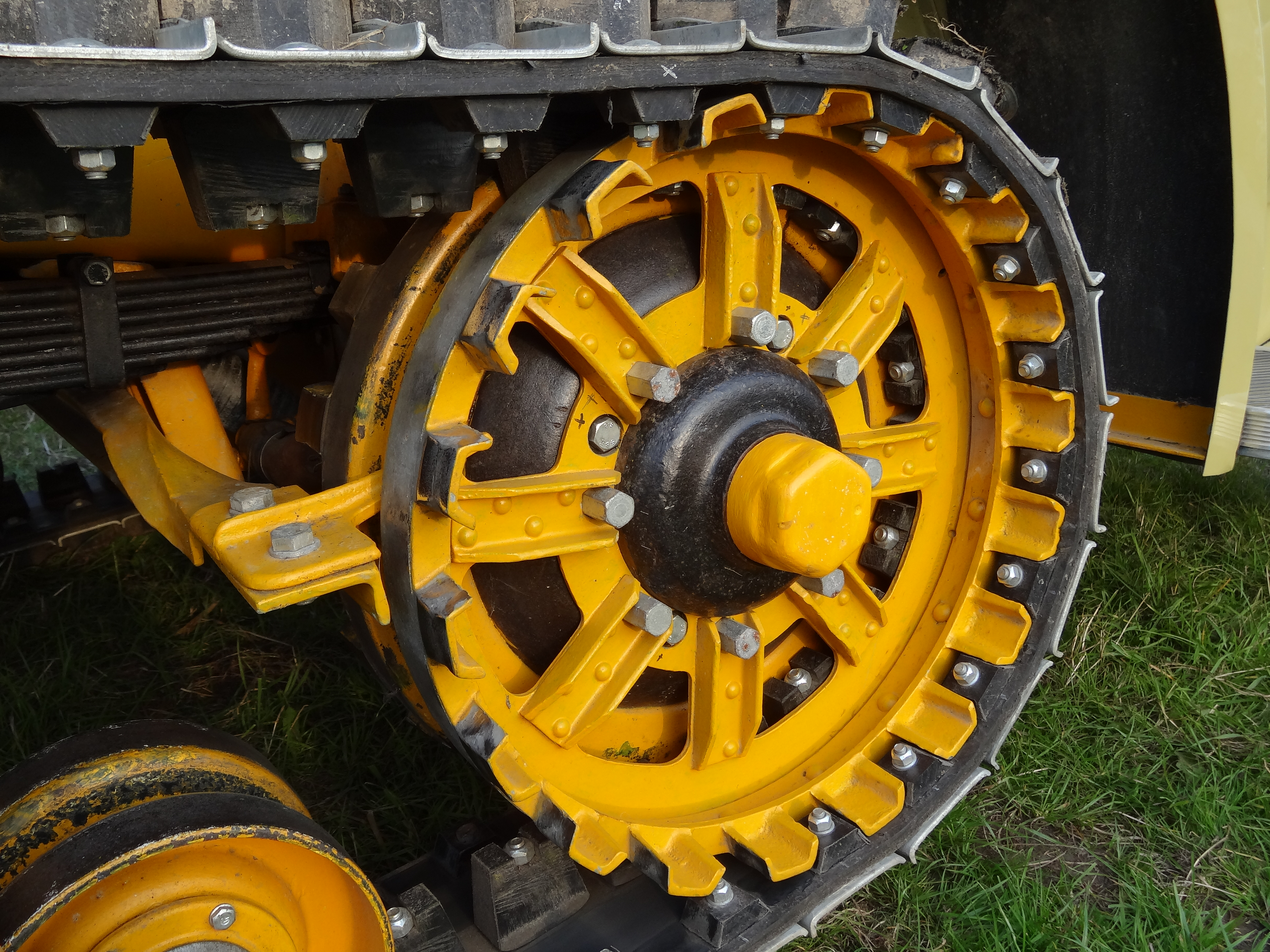
Acercamiento de la rueda impulsora.
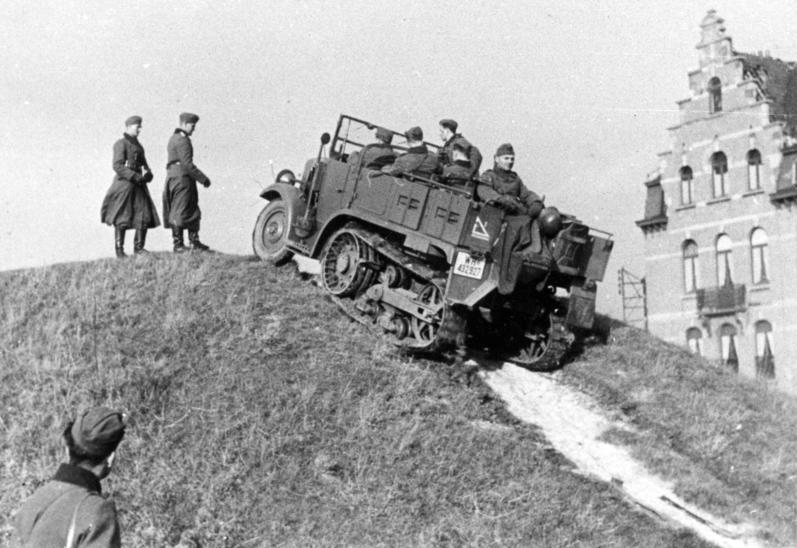
Soldados alemanes probando un Unic-Kegresse P107 en Bélgica, noviembre de 1940.
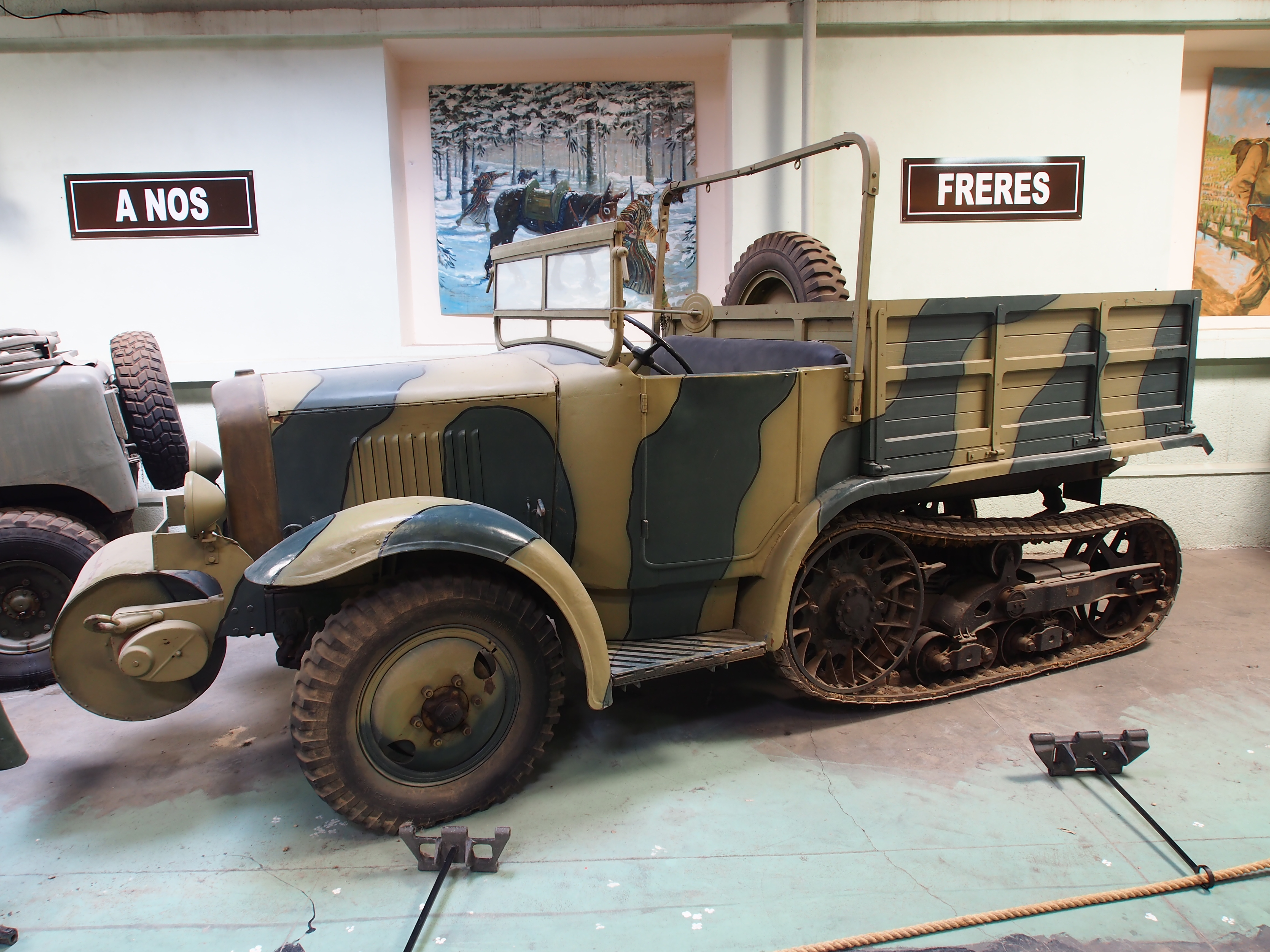
El Unic-Kegresse P107 del Museo de tanques de Saumur.
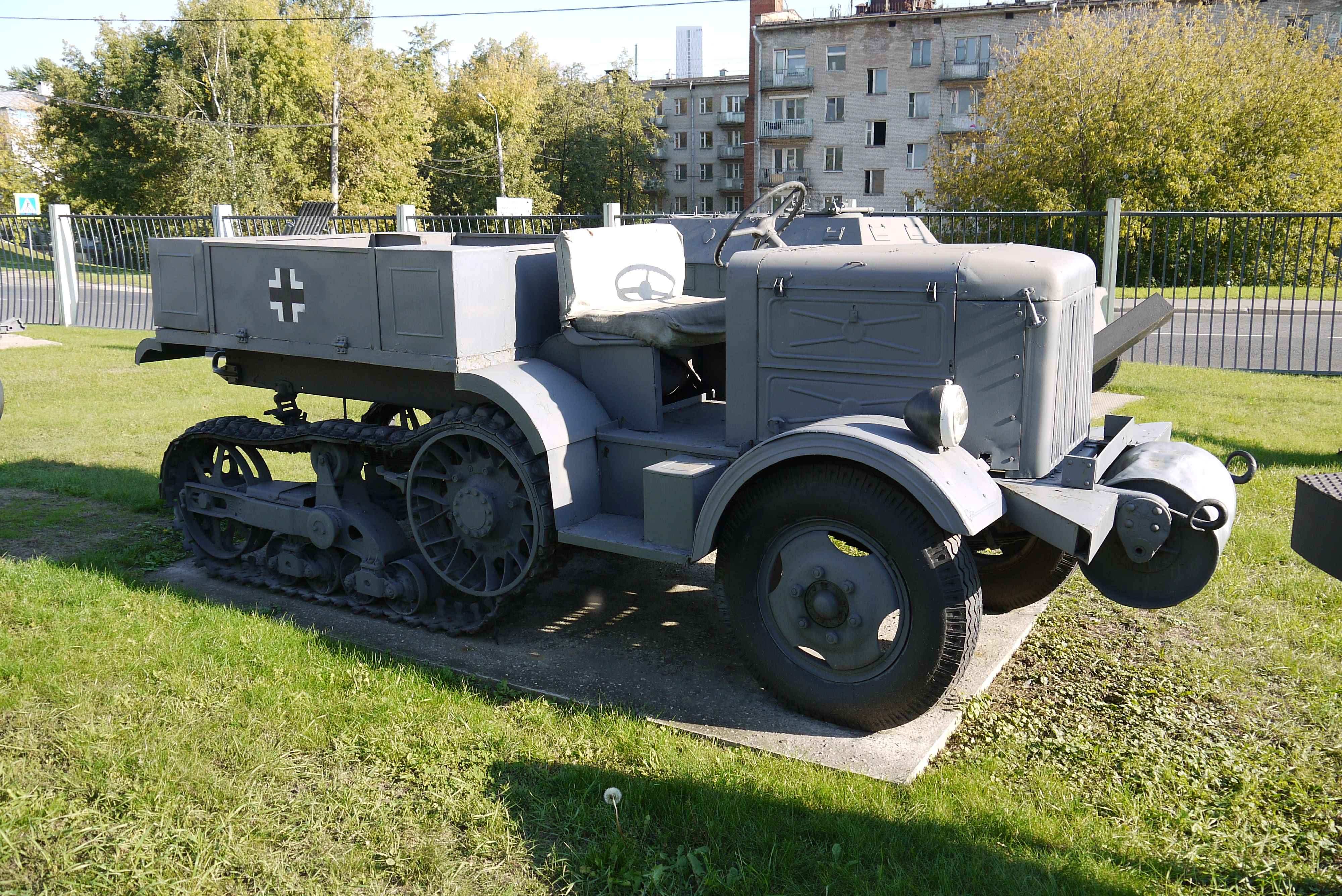
Un Unic-Kegresse P107 capturado al Heer, expuesto en el Museo de la Gran Guerra Patriótica de Moscú, Parque de la Victoria de la Colina Poklonaya.
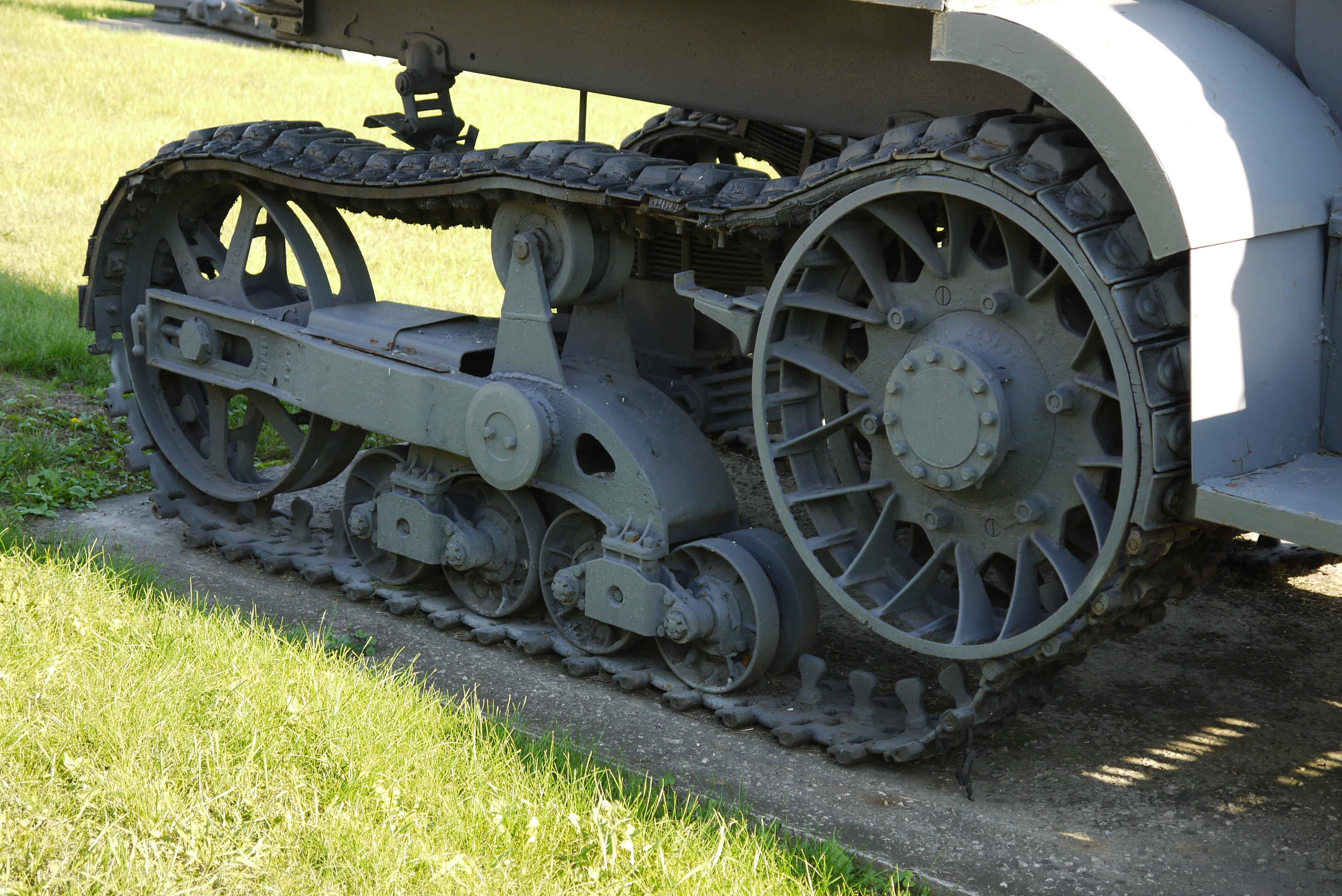
Detalle de sus orugas.
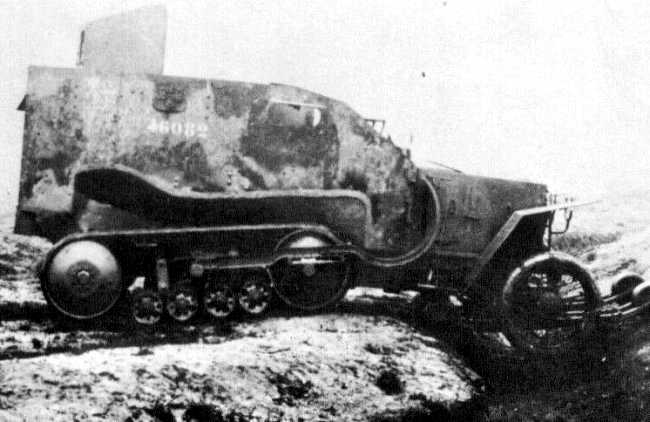
Automóvil blindado semioruga Peugeot-Kégresse, durante sus pruebas en 1923.
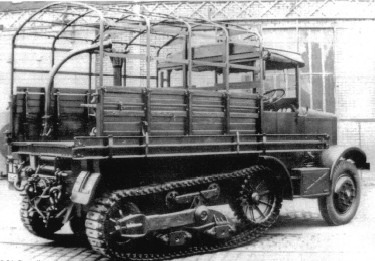
Semioruga Somua MCL5, en 1939.
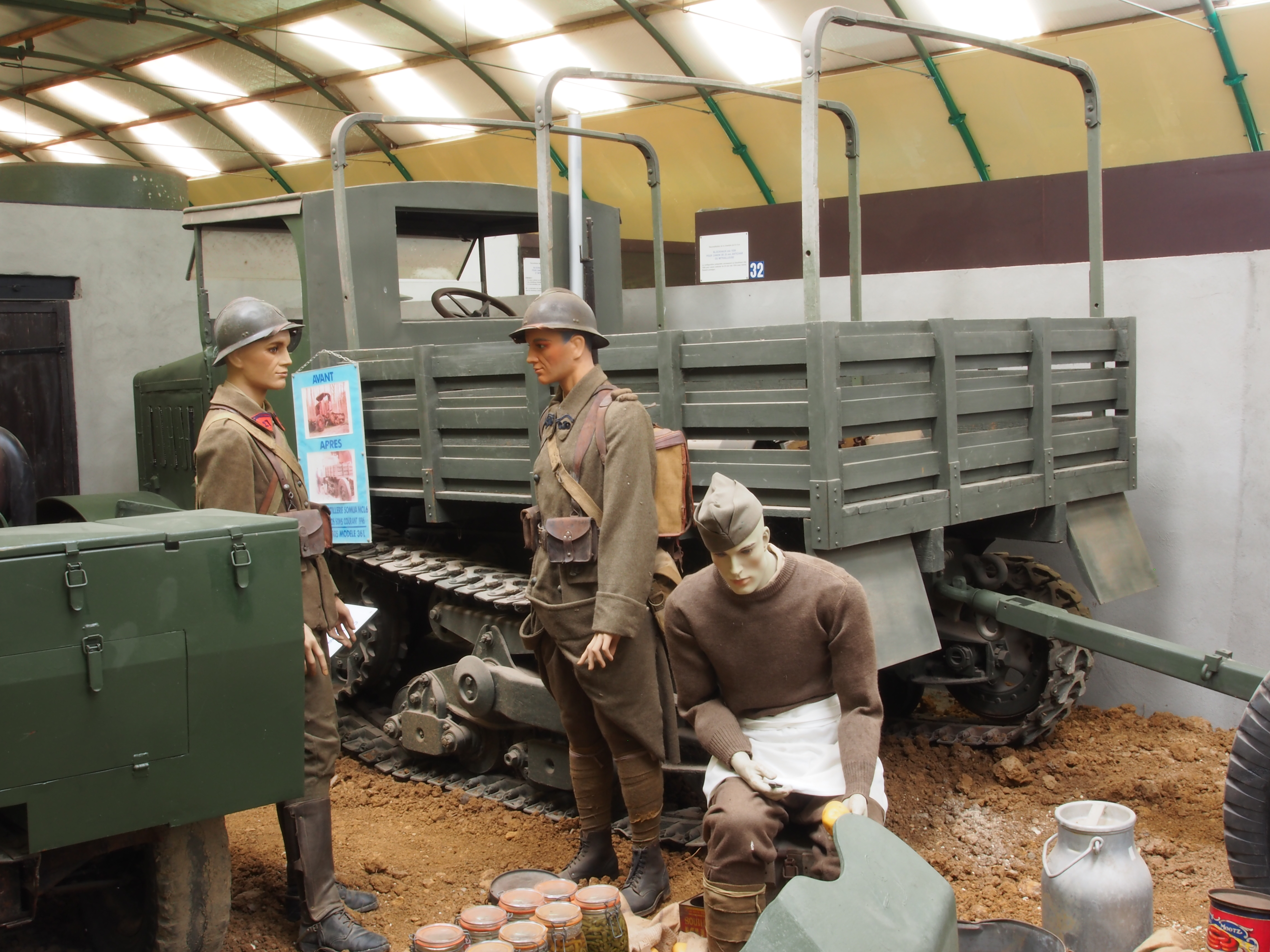
El Somua MCL6 del Museo de Fort de Fermont.
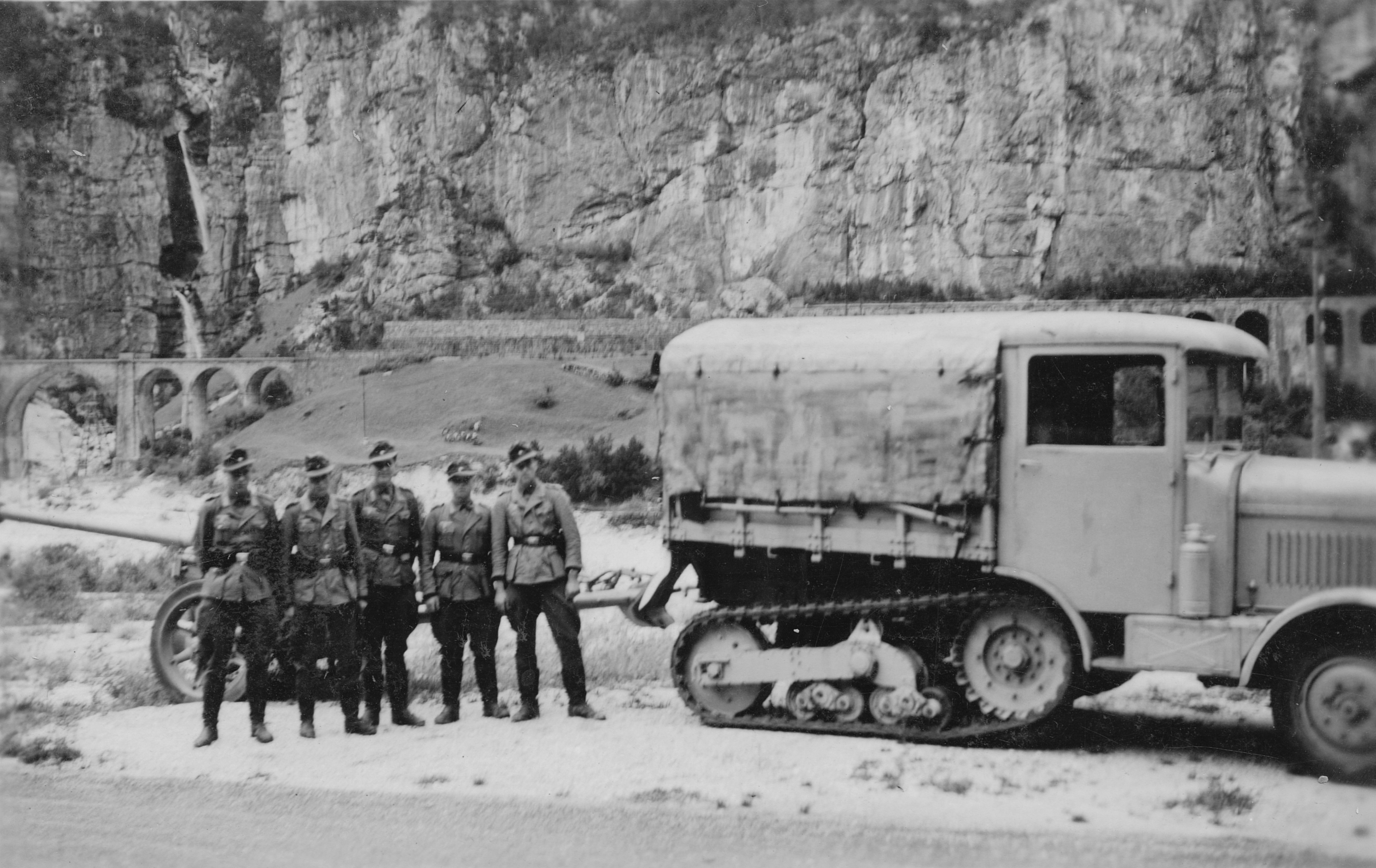
Somua MCG con un PaK 40 en el norte de Italia.
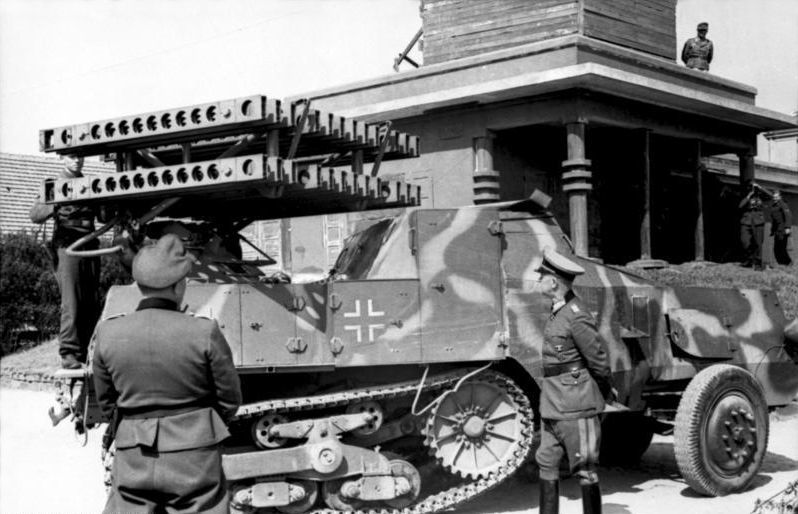
Somua MCG blindado, modificado por Alfred Becker para el Heer.

## Uso en el Reino Unido
El transporte blindado de personal semioruga Burford-Kegresse 30 cwt fue construido por la Burford, usando como base su camión 4x2. Estaba equipado con orugas Kégresse producidas bajo licencia de la Citroën. El prototipo estuvo listo en 1926 y pasó con éxito las pruebas del Ejército, por lo que en ese mismo año se le encargó a la Burford la producción de un pequeño lote.
A pesar del éxito registrado en las pruebas, se descubrió que las orugas Kégresse tenían muy poca resistencia al desgaste por el uso continuo, rompiéndose con frecuencia. En consecuencia, los vehículos fueron retirados de servicio y desmantelados en 1929, apenas tres años después de su fabricación.   

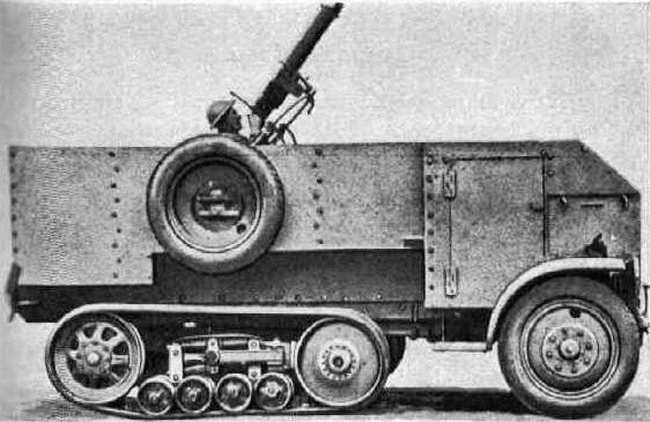
Transporte blindado de personal semioruga Burford-Kegresse 30cwt.
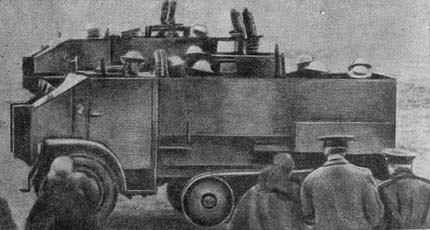
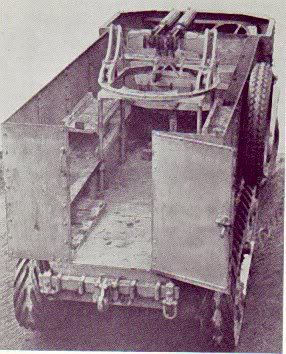
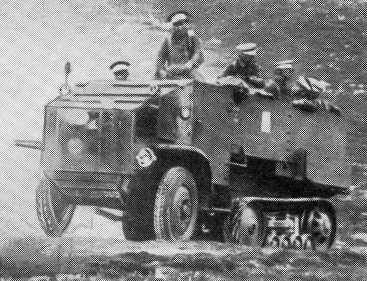
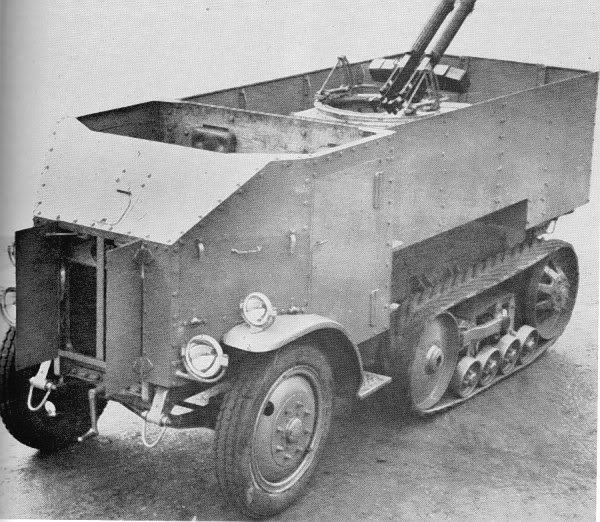

## Uso en Polonia
Los semiorugas Citroën-Kégresse fueron empleados por la Artillería Motorizada del Ejército polaco durante la década de 1930.
Además, los polacos produjeron sus propios semiorugas Kégresse, tales como el "Półgąsienicowy 34" (semioruga 34, en polaco), más conocido como el C4P. Este era un semioruga derivado del camión Polski Fiat 621 de 4,5 t, producido bajo licencia desde 1932. Fue diseñado por el BiRZ Badań Technicznych Broni Pancernych (Buró de vehículos blindados e investigación técnica de Varsovia, en polaco) en 1934. Para su construcción se emplearon varias piezas del camión Fiat 621, algunas de ellas siendo modificadas o mejoradas. Se conservó el corto chasis reforzado, pero el motor y la cabina recibieron algunas modificaciones. El eje delantero fue reforzado para integrar la caja de cambios 4x4. El eje trasero fue reemplazado por dos pequeñas orugas, como las del Citroën-Kégresse P14/17/19 y el Vickers E. Las pruebas y ajustes se llevaron a cabo en 1935, entrando en producción al año siguiente en la fábrica estatal Państwowe Zakłady Inżynierii (PZinz) de Varsovia. Durante su producción, el modelo recibió otras modificaciones por parte de la oficina de diseño de la PZinz. Entre 1936 y el 1 de setiembre de 1939, se produjeron más de 400 vehículos en distintas versiones. Se desconoce su número exacto, pero se sabe que se produjeron unos 80 tractores de artillería C4P.      

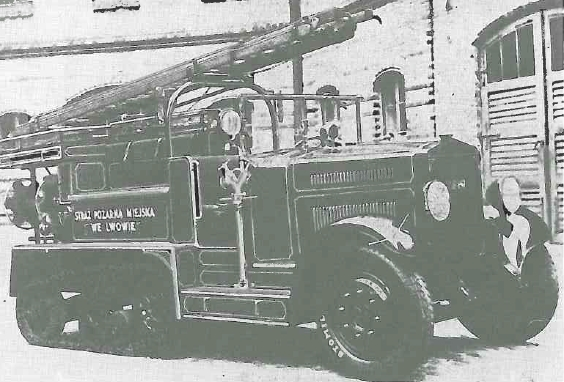
Camión de bomberos C4P, 1939.
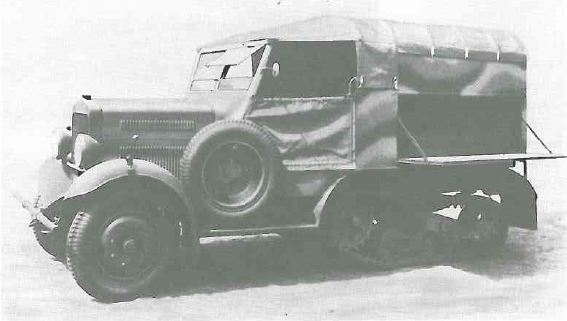
Camión militar, 1939.
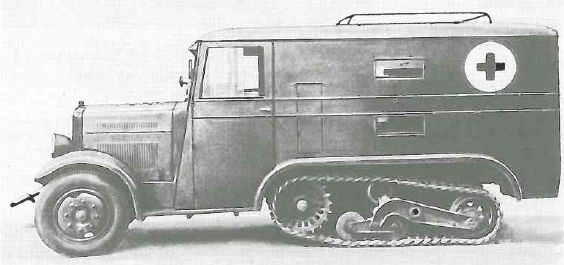
Ambulancia militar, 1939.
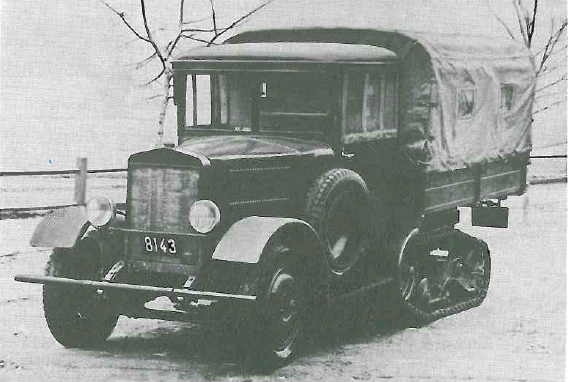
Camión militar, 1939.

## Uso en Bélgica
El FN-Kégresse 3T fue un semioruga empleado por las Fuerzas Armadas belgas como tractor de artillería entre 1934 y 1940. Se construyeron 130 unidades, de las cuales 100 estaban en servicio con las Fuerzas Armadas belgas el 10 de mayo de 1940, cuando se inició la Batalla de Bélgica.

## Uso en Estados Unidos
A fines de la década de 1920, el Ejército estadounidense compró varios vehículos Citroën-Kégresse para su evaluación, siendo seguidos por la compra de una licencia para su producción. Esto tuvo como resultado que el Departamento de armamentos del Ejército construyese un prototipo en 1939. Entró en producción en diciembre de 1942, como el semioruga M2 y el semioruga M3. Estados Unidos produjo más de 41.000 semiorugas en más de 70 versiones entre 1940 y 1944.

## Galería

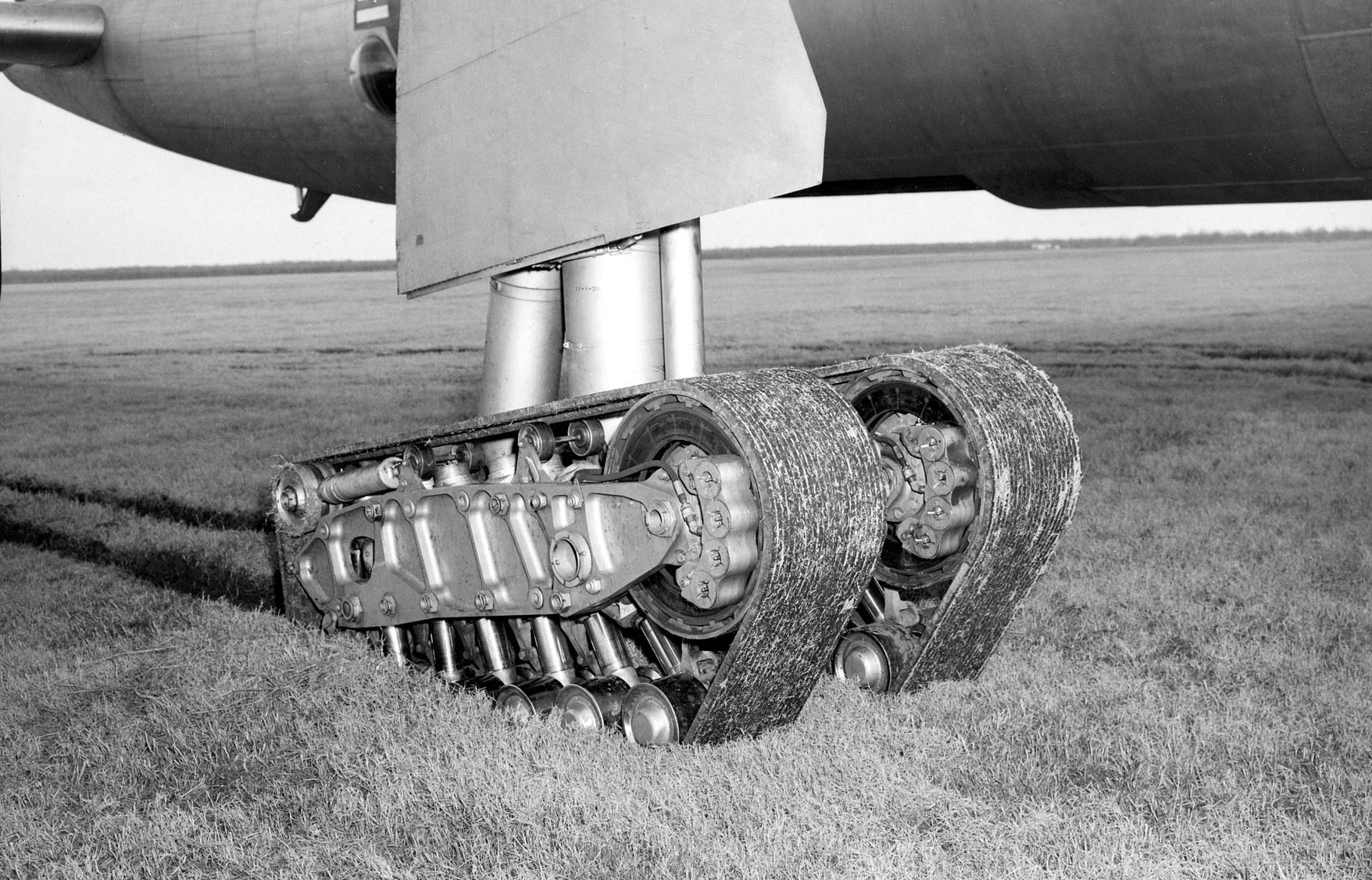
Tren de aterrizaje experimental con orugas Kégresse en el Convair XB-36 Peacemaker.
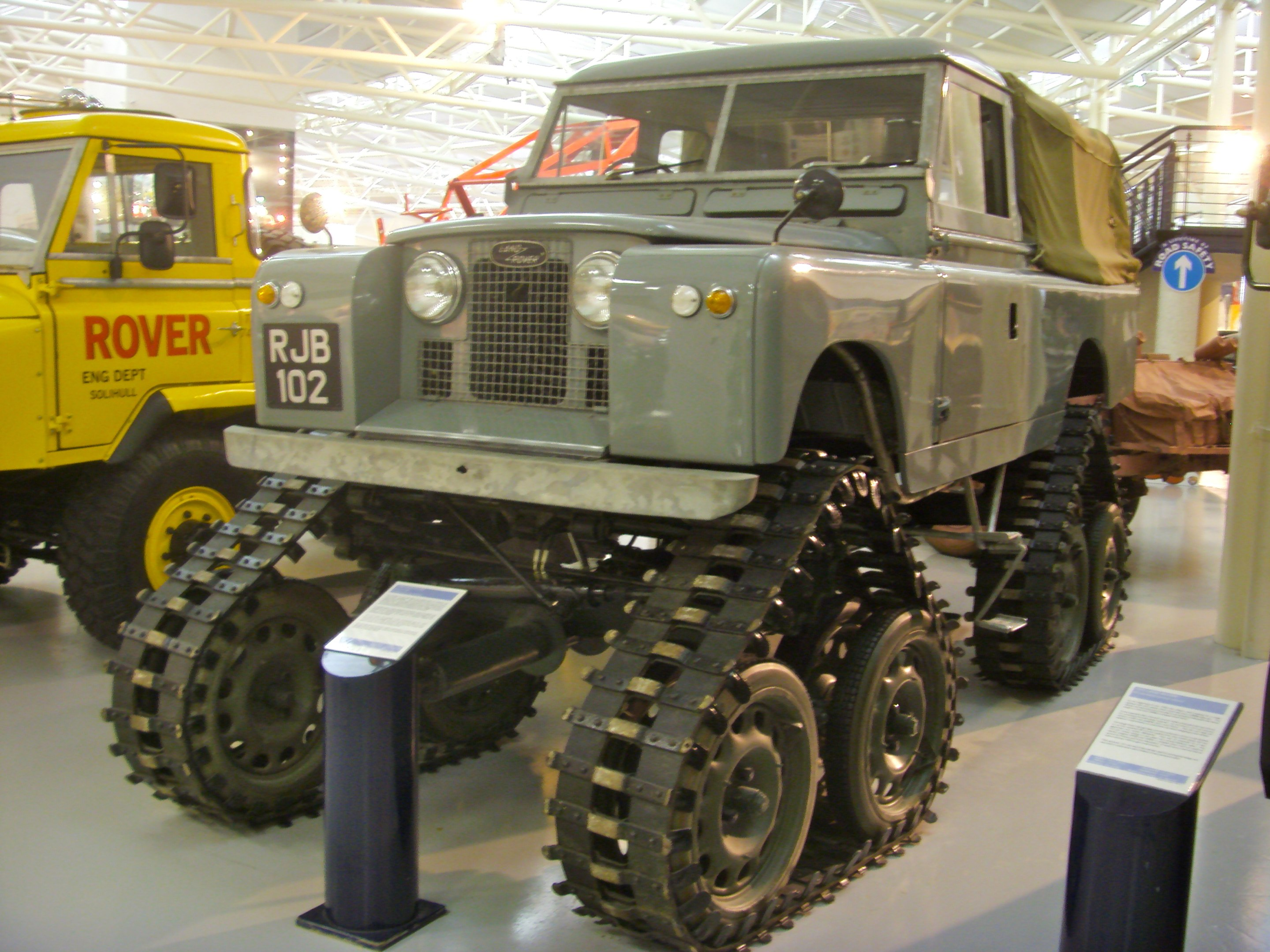
Land Rover Defender equipado con orugas Cuthbertson.